# FireWire

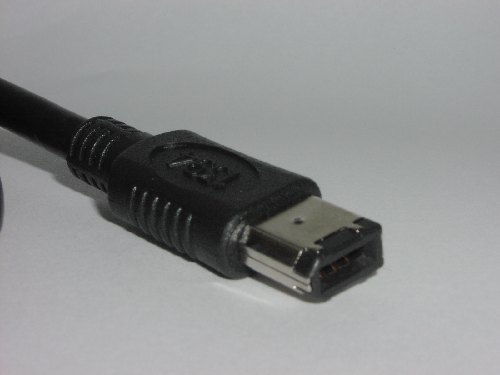
FireWire 400-stekker

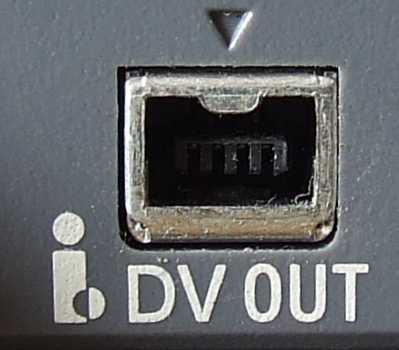
4-polig

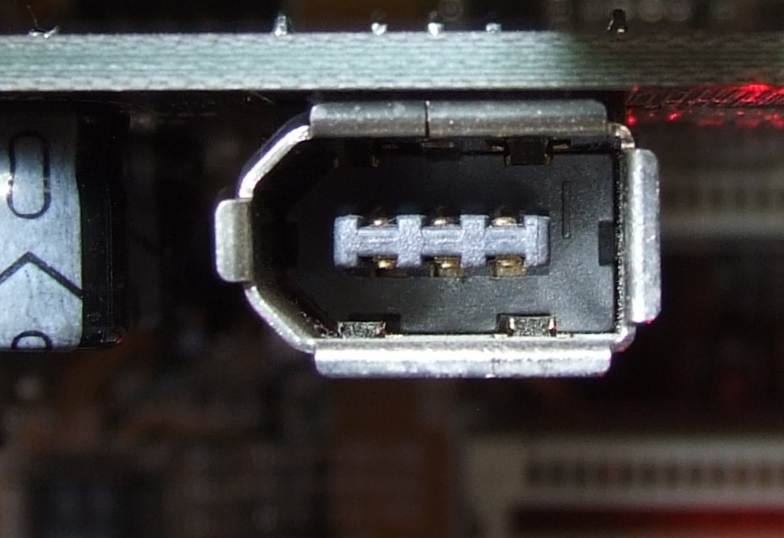
Zespolig

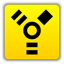
Officieel FireWirelogo

FireWire (IEEE 1394 en 1394b) is een seriële computer bustechnologie ontworpen als vervanging van SCSI. FireWire heeft daarnaast een (zij het kleinere) plek veroverd in de computerwereld en consumentenelektronica naast USB 2.0. De FireWire is tevens bekend onder de namen IEEE 1394, IEEE 1394b. Soms wordt ook iLink (merknaam van Sony) als compatibel genoemd. In sommige publicaties van Sony wordt dat ook vermeld. Het formele standpunt van Sony is echter dat een iLink alleen compatibel hoeft te zijn met andere Sony iLink-aansluitingen.
Men kan maximaal 63 FireWire-apparaten met elkaar in serie schakelen, soms ook wel daisy chaining genoemd.

## Vormen
In de praktijk komen voornamelijk 4 en 6 pins-FireWire-aansluitingen voor. De aansluitingen zijn rechthoekig. Een vierpins-FireWire-aansluiting is maar heel klein, en heeft een "deukje" op de lange zijde. Bij een zespinsaansluiting is een van de twee korte kanten ongeveer een halve cirkel. Het verschil tussen vierpins en zespins is dat in het laatste geval ook voeding wordt geleverd aan het aangesloten apparaat. Er zijn verloopkabels in de handel met aan de ene kant vier en aan de andere kant zes pinnen. Dat maakt het mogelijk om apparaten die zelf geen voeding nodig hebben (dus met 4 pins) aan te sluiten aan een ander apparaat (met 6-pins-aansluiting) dat wel voeding levert.

## Ontwikkeling
De standaard werd ontwikkeld door Apple en werd in 1998 op de tweede generatie Apple G3-computers (Blue&White modellen) geïmplementeerd. De eerste versie was FireWire 400 en die is inmiddels geëvolueerd tot de tweede generatie: FireWire 800, ook wel aangeduid als FireWire 2. De derde generatie (Next Generation) staat reeds te wachten.
- FireWire 400 (IEEE 1394) - snelheid: 400 Mbit/s - 6 pinnetjes.
- FireWire 400 (IEEE 1394a) - snelheid: 400 Mbit/s - 4 pinnetjes.
- FireWire 800 (IEEE 1394b) - snelheid: 800 Mbit/s - 9 pinnetjes.
- FireWire S3200 - snelheid: 3,2 Gbit/s.

De snelheden worden door fabrikanten aangeduid in megabits (Mbit) per seconde. Het is de gebruikelijke eenheid die gebruikt wordt bij het verplaatsen van gegevens via een seriële verbinding. Dezelfde aanduiding wordt ook gebruikt voor andere seriële verbindingen als USB, ADSL en Ethernet, zodat een vergelijking gemakkelijk is. USB en FireWire gebruiken 10 bits voor het verzenden van een byte, 8B10B-lijncodering. De 2 "loze" bits in deze lijncodering zorgen ervoor dat er niet te veel enen of nullen achter elkaar over de transmissielijn lopen. Hierdoor blijft het signaal gebalanceerd (geen DC-component) en hoeft er geen kloksignaal meegeleverd te worden (dit spaart één geleider uit).
| Bandbreedte van USB, FireWire en Thunderbolt | Bandbreedte van USB, FireWire en Thunderbolt | Bandbreedte van USB, FireWire en Thunderbolt |
| -------------------------------------------- | -------------------------------------------- | -------------------------------------------- |
| USB 1.0                                      | 1,5 Mbit/s                                   | 0,19 MB/s                                    |
| USB 1.1                                      | 12 Mbit/s                                    | 1,5 MB/s                                     |
| USB 2.0                                      | 480 Mbit/s                                   | 60 MB/s                                      |
| USB 3.0                                      | 4,8 Gbit/s                                   | 600 MB/s                                     |
| USB 3.1                                      | 10 Gbit/s                                    | 1.250 MB/s                                   |
| FireWire 400                                 | 400 Mbit/s                                   | 50 MB/s                                      |
| FireWire 800                                 | 800 Mbit/s                                   | 100 MB/s                                     |
| FireWire 3200                                | 3,2 Gbit/s                                   | 400 MB/s                                     |
| Thunderbolt                                  | 2× 10 Gbit/s                                 | 2× 1.250 MB/s                                |
| Thunderbolt 3                                | 2× 20 Gbit/s                                 | 2× 2.500 MB/s                                |

Hoewel USB 2.0 in theorie een hogere snelheid haalt dan FireWire 400, is FireWire in de praktijk toch sneller. Dat komt doordat USB 2.0 in de praktijk veel lagere snelheden haalt tot 30 MB/s (240Mbit/s). Firewire 400 daarentegen haalt wel bijna de theoretische snelheid van 400 Mbit/s, oftewel dus bijna 50 MB/s.
Thunderbolt is een techniek die is ontwikkeld door Intel (ontwikkelaar van USB) in samenwerking met Apple (ontwikkelaar van FireWire). Het wordt algemeen gezien als de opvolger van FireWire (FireWire 3200 heeft nooit het levenslicht gezien).
Thunderbolt is een combinatie van de standaarden DisplayPort en PCI Express over een nieuw gedefinieerde externe interface. Thunderbolt kan dus gebruikt worden om direct een beeldscherm, geschikt voor DisplayPort, aan te sturen.